# Kalle Palander
Kalle Markus Palander (Tornio, 2. svibnja 1977.) je finski alpski skijaš. Najveći uspjeh mu je zlato na Svjetskom prvenstvu u Vailu 1999. u slalomu. Osim toga osvojio je mali globus u slalomu 2003. godine.

## Pobjede u Svjetskom kupu
| Datum              | Mjesto održavanja | Disciplina |
| ------------------ | ----------------- | ---------- |
| 26. siječnja 2003. | Kitzbühel         | Slalom     |
| 28. siječnja 2003. | Schladming        | Slalom     |
| 2. ožujka 2003.    | Yongpyong         | Slalom     |
| 8. ožujka 2003.    | Shigakogen        | Slalom     |
| 23. studenog 2003. | Park City         | Slalom     |
| 14. prosinca 2003. | Alta Badia        | Veleslalom |
| 4. siječnja 2004.  | Flachau           | Slalom     |
| 24. siječnja 2004. | Kitzbühel         | Slalom     |
| 7. veljače 2004.   | Adelboden         | Veleslalom |
| 14. ožujka 2004.   | Sestrière         | Slalom     |
| 24. siječnja 2006. | Schladming        | Slalom     |
| 11. ožujka 2006.   | Shigakogen        | Slalom     |
| 17. prosinca 2006. | Alta Badia        | Veleslalom |
| 16. prosinca 2007. | Alta Badia        | Veleslalom |

## Vanjske poveznice
- Službena stranica  Arhivirana inačica izvorne stranice od 15. lipnja 2021. (Wayback Machine)